# 1944 (canção)
"1944" é uma canção da cantora ucraniana Jamala. A cantora foi escolhida através de uma final nacional para representar a Ucrânia no Festival Eurovisão da Canção 2016 em Estocolmo, na Suécia, onde conseguiu vencer com 534 pontos.

## Contexto e Letra
"1944" fala sobre a deportação dos tártaros de Crimeia ocorrida na década de 1940 pela União Soviética através de Josef Stalin. Particularmente, Jamala se inspirou na história da sua bisavó Nazylkhan, que tinha vinte anos quando foi deportada para a Ásia Central com seus quatro filhos. Uma de suas filhas não sobreviveram à viagem. Enquanto isso, o bisavô de Jamala estava lutando ao lado do Exército Vermelho na Segunda Guerra Mundial e por isso não pode proteger a sua família.
O refrão é cantado em tártaro da Crimeia e são frases que Jamala declara ter ouvido da sua bisavó: "Não pude passar a minha juventude aqui, porque roubaram a minha paz".
("Yaşlığıma toyalmadım 
Men bu yerde yaşalmadım")  

## Faixas e formatos
| Descarga digital |        |         |  |
| N.º              | Título | Duração |  |
| 1.               | "1944" | 3:00    |  |

## Lista de posições
| Lista (2016)    | Melhor Posição |
| --------------- | -------------- |
| Ucrânia (FDR)   | 6              |
| Rússia (TopHit) | 139            |

## Lançamento
| País  | Data                    | Formato          | Gravadora     |
| ----- | ----------------------- | ---------------- | ------------- |
| Mundo | 12 de fevereiro de 2016 | Download digital | Enjoy Records |